# متنزه غابة تانو
حديقة غابة تانو هي حديقة غابات تقع في غامبيا. وتبلغ مساحتها 3000 هكتار.